# Institut norvégien de technologie
L'Institut norvégien de technologie (norvégien : Norges tekniske høgskole, NTH ) était un institut scientifique à Trondheim, en Norvège. Elle a été créée en 1910 et a existé en tant qu'université technique indépendante pendant 58 ans, après quoi elle a été fusionnée avec l'université de Trondheim en tant que collège indépendant.

## Histoire
La décision de créer un collège national norvégien de technologie a été prise par le parlement norvégien, le Storting, en 1900, après des années de débats houleux sur l'emplacement de l'institution ; de nombreux députés ont estimé que la capitale Kristiania (aujourd'hui Oslo) était évidente en tant que lieu de ce siège d'apprentissage d'importance nationale. Cependant, Den Tekniske Høgskole a finalement été situé dans la ville géographiquement centrale de Trondheim, dans une volonté émergente de décentralisation ainsi que sur le fait qu'il existait déjà dans la ville un collège technique très réputé, le Trondhjems Tekniske Læreanstalt[réf. nécessaire].

## Étudiants
- Jens Glad Balchen (en), ingénieur en électronique, professeur, « père de la cybernétique norvégienne », boursier IEEE
- Alf Egil Bogen, ingénieur en électronique, co-inventeur du microcontrôleur Atmel AVR, cofondateur d'Atmel Norvège
- Helmer Dahl, ingénieur en électronique, radar de la Seconde Guerre mondiale et pionnier du sonar, mentor de la recherche et de l'industrie, historien de la technologie
- Johannes Falnes, chercheur en énergie des vagues
- Ivar Asbjørn Følling - ingénieur chimiste, découverte de la phénylcétonurie, Jahreprisen 1960
- Ivar Giaever, ingénieur en mécanique, physicien, lauréat du prix Nobel 1973
- Bjarne Hurlen, ingénieur en mécanique, officier de l'armée, cadre de l'industrie de la défense (Kongsberg Våpenfabrikk 1956 – 1975)
- Ralph Høibakk, physicien, cadre de l'industrie informatique, alpiniste, aventurier (Sept sommets ; pôle Sud)
- Fred Kavli, physicien, innovateur, chef d'entreprise (technologie des capteurs : Kavlico Corp.) et philanthrope
- Paal Kibsgaard, ingénieur pétrolier, président-directeur général de Schlumberger [2]
- Arne Korsmo - architecte, professeur, Académie nationale norvégienne de l'artisanat et de l'art
- Olav Landsverk, ingénieur en électronique, pionnier de l'informatique des systèmes d'armes militaires, professeur
- John Markus Lervik, ingénieur en électronique, cofondateur et PDG de cXense, cofondateur et ancien PDG de Fast Search & Transfer (FAST)
- Finn Lied, ingénieur en électronique, agent de résistance de la Seconde Guerre mondiale, directeur de recherche sur la défense, ministre de l'Industrie
- Terje Michalsen, ingénieur en électronique, investisseur en capital-risque
- Lars Monrad-Krohn, ingénieur en électronique, industriel (mini- et micro-ordinateurs)
- Ingvild Myhre, ingénieur en électronique, cadre dans l'industrie des télécommunications (Alcatel Telecom Norway, Telenor Mobil)
- Lars Onsager, ingénieur chimiste, lauréat du prix Nobel 1968
- Venketa Parthasarathy, ingénieur chimiste, connu pour ses travaux sur la pâte à papier et la délignification à l'oxygène en deux étapes
- Erik Rolfsen, architecte et urbaniste d'Oslo
- Edgar B. Schieldrop, ingénieur en mécanique, cofondateur de Studentersamfundet i Trondheim, auteur de vulgarisation scientifique et technologique
- Rolf Skår, ingénieur en cybernétique, industriel (mini-ordinateurs), directeur du Centre spatial norvégien
- Einar Aasen Skogsholm, PhD Génie électrique, vice-président de MECO
- Øystein Stray Spetalen, ingénieur pétrolier, investisseur norvégien
- Berit Svendsen, ingénieur télécoms, MTM, directeur de la technologie de Telenor 2000 – .
- Anders Talleraas, ingénieur en mécanique, député depuis 20 ans, ancien chef parlementaire du parti conservateur
- Vebjørn Tandberg (en), ingénieur en électronique, industriel (radio, enregistrement sur bande, télévision)
- Theodore Theodorsen, aérodynamicien norvégo-américain
- Leif Tronstad, OBE, chimiste, scientifique en chimie nucléaire, planificateur et organisateur de l'opération Gunnerside pendant la Seconde Guerre mondiale
- Tor Olav Trøim, ingénieur maritime, cadre de l'industrie du transport maritime et de l'énergie (Frontline, Seadrill)
- John Ugelstad, ingénieur chimiste, connu pour son travail de pionnier sur les billes de polymère monodisperses
- Tore M. Undeland, ingénieur électricien, professeur, auteur international de manuels (Wiley), boursier IEEE
- Gjert Wilhelmsen, ingénieur en marine, cofondateur de Royal Caribbean Cruise Lines
- Bror With, ingénieur en mécanique, inventeur de la fixation de ski Rottefella et du dériveur Dromedille ; agent de résistance de la Seconde Guerre mondiale
- Vegard Wollan, ingénieur en électronique, co-inventeur du microcontrôleur Atmel AVR, cofondateur d'Atmel Norvège